# Area metropolitana di Chicago
L'Area Metropolitana di Chicago (comunemente conosciuta come Chicagoland) è l'area metropolitana che comprende la città statunitense di Chicago, i suoi dintorni e le sue città satellite. Si estende per un'area totale di 28 120 chilometri quadrati includendo la città di Chicago più altre 14 contee tra Illinois, Indiana e Wisconsin. 
Chicagoland ha una popolazione di circa 9.5 milioni di abitanti, la terza negli Stati Uniti d'America dopo quella di New York e Los Angeles. È in ogni caso la più grande area metropolitana del Midwest e della regione dei grandi laghi nonché una delle più economicamente sviluppate al mondo.
All'interno della Chicagoland hanno sede alcune tra le più prestigiose università al mondo tra cui l'Università di Chicago, la Northwestern University, l'Università dell'Illinois a Chicago, la DePaul University, la Loyola University Chicago e l'Illinois Institute of Technology.

## Popolazione
La maggior parte della popolazione risiede all'interno della Contea di Cook, in particolare nella città di Chicago. 
Altre città importanti con più di 100 000 abitanti sono le seguenti: 

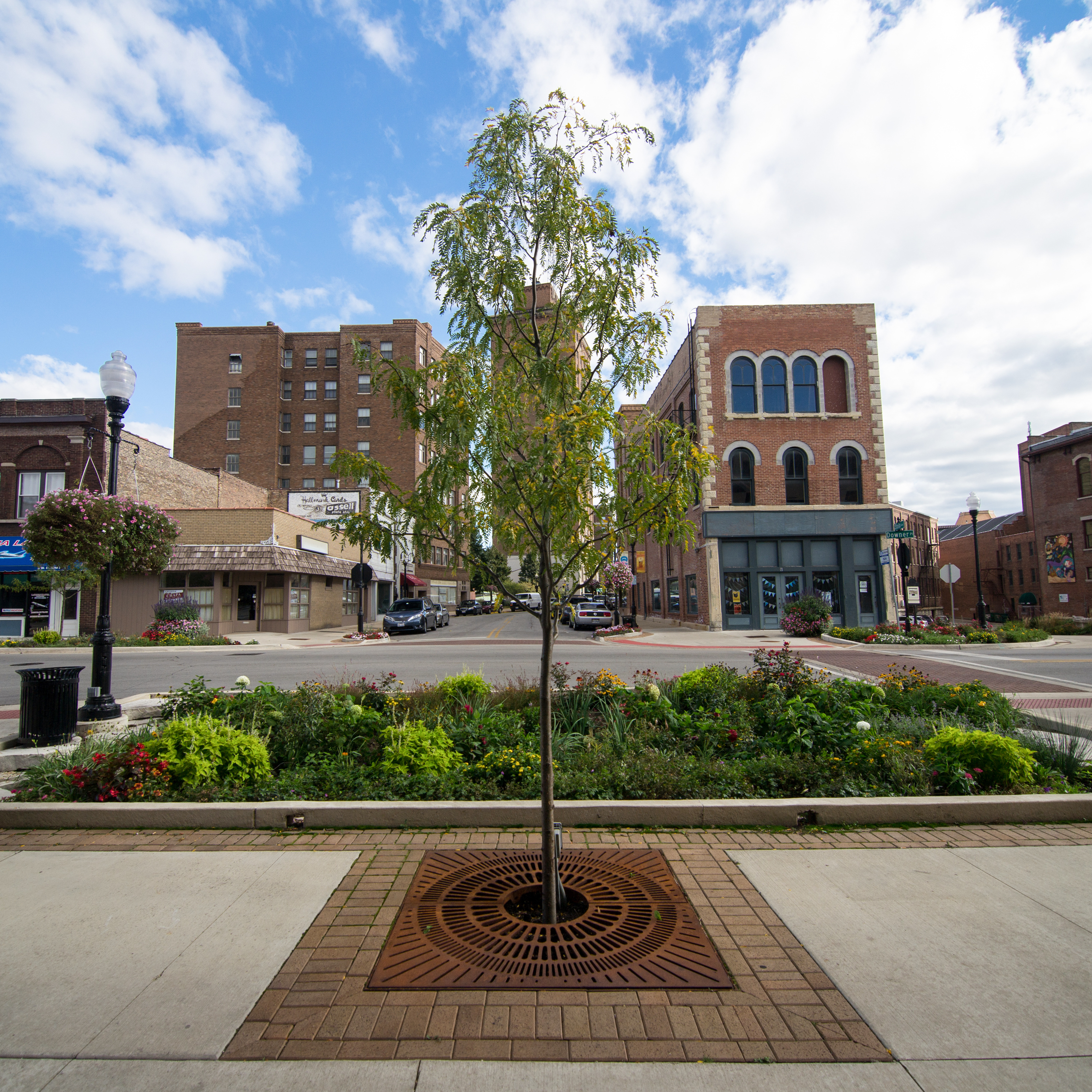
Downtown Aurora, in Illinois

- Aurora, Illinois (180 542 abitanti)
- Joliet, Illinois (150 362 abitanti)
- Naperville, Illinois (149 540 abitanti)
- Elgin, Illinois (114 797 abitanti)